# یووی‌بی-۷۶
یووی‌بی-۷۶ یک ایستگاه رادیویی مدولاسیون دامنه موج کوتاه با بسامد ۴۶۲۵ کیلوهرتز است مرکز پخش این رادیو حومه‌های شهرهای سن پترزبورگ و مسکو روسیه هستند. گرداننده اصلی این رادیو مشخص نیست. اما گفته می‌شود که متعلق به نیروهای مسلح فدراسیون روسیه است.

## نام
این ایستگاه رادیویی در هر دو زبان انگلیسی و روسی با عنوان وزوز کن شناخته میشود. تا سال ۲۰۱۰ این ایستگاه با نام UVB-76 معرفی میشد و هم اکنون نیز اغلب با همین عنوان شناخته میشود. از سپتامبر ۲۰۱۰ فرستنده به مکان دیگری منتقل شده و از شناسه MDZhB استفاده میشد.

## صداها
از سال ۱۹۷۳ُ هر ۲۴ ساعت شبانه روز و ۷ روز هفته، سیگنالی مانند "" را ۲۵ بار در هر دقیقه پخش می‌کند. یکی دو بار در هفته نیز، صدایی که معلوم نیست متعلق به یک مرد است یا زن، چند کلمه به زبان روسی مانند "قایق بادی" یا "متخصص کشاورزی" ادا می‌کند.
در ۲۴ دسامبر ۱۹۹۷، ۳ نوامبر۲۰۰۱، ۲۳ اوت ۲۰۱۰ و ۱۷ اکتبر۲۰۱۶ پیام‌های صوتی از این رادیو پخش شده‌اند.

## کاربری
کاربری این رادیو هنوز مشخص نیست. نظریه‌های گوناگونی مانند مخابره اطلاعات با زیردریایی‌ها گرفته تا ارتباط با موجودات فضایی مطرح می‌شوند.
برخی نیز معتقدند به ارتباط آن با سامانه دست مرده که اتحاد جماهیر سوسیالیستی شوروی سابق در دوره جنگ سرد راه‌اندازی کرد اشاره می‌کنند. سیستم دست مرده یک سیستم کامپیوتری بود که از طریق بررسی امواج رادیویی، پرتوزایی رادیواکتیو را تشخیص می‌داد. احتمالاً این سیستم هنوز هم فعال است. به اعتقاد برخی از کارشناسان در صورت حمله اتمی، صدای وزوز این شبکه رادیویی قطع شده و موشک‌های قاره‌پیمای روسیه به‌طور خودکار پرتاب خواهند شد. کارکرد این ایستگاه با موج کوتاه یکی از دلایل ارتباط با سامانه دست مرده‌است.
گفته می‌شود که دولت روسیه از این رادیو برای فرستادن پیام به شبکه جاسوسی و نیروهای ارتش خود در سراسر جهان استفاده می‌کند. این افراد و گروه‌ها می‌توانند با سامانه «پد یک‌بارمصرف» اقدام به رمزگشایی و دریافت دستور کنند.

## دیگر ایستگاه‌ها
به غیر از این، دو ایستگاه رادیویی دیگر «پیپ» و «چرخ جیرجیر کن» در روسیه وجود دارند.